# Ishmon Bracey
Ishmon Bracey (9 de enero de 1901 – 12 de febrero de 1970) fue un cantante y guitarrista original de Mississippi, considerado uno de los más importantes pioneros del Delta blues. Junto a Tommy Johnson, formó el núcleo principal de un exclusivo grupo de músicos de blues radicados en la ciudad de Jackson, Mississippi, durante los años 20. Su nombre suele aparecer mal escrito, "Ishman" en vez de Ishmon, en casi todas sus grabaciones y en fuentes antiguas.

## Biografía
Bracey nació en Byram, Mississippi. Comenzó su carrera artística en torno a 1917 actuando en bailes y fiestas locales. Trabajó también como waterboy (palabra que se empleaba en Estados Unidos para designar a los chicos que servían como aguadores en equipos deportivos, plantaciones y grandes industrias) en la Illinois Central Railroad. Sus primeras grabaciones en Memphis tuvieron lugar entre febrero y agosto de 1928 para Victor Records, con Charlie McCoy como segunda guitarra.
En aquel tiempo su estilo no estaba completamente formado y sus actuaciones variaban considerablemente, probablemente buscando el éxito comercial. En temas como "Saturday Blues" y "Left Alone Blues" utiliza variaciones poco convencionales respecto a las canciones tradicionales de blues de la época. En 1931, graba de nuevo, esta vez para Paramount Records, con un grupo llamado the New Orleans Nehi Boys, que incluía al guitarrista Charles Taylor. Bracey grabó en total a penas 16 canciones, las copias originales de sus discos de 78 rpm son altamente valiosas y muy buscadas por los coleccionistas.

## Discografía
- The Famous 1928 Tommy Johnson–Ishman Bracey Session (Roots, 1970)
- Complete Recordings in Chronological Order (Wolf, 1983)
- Ishman Bracey & Charley Taylor 1928–1929 (Document, 2000)
- King of the Blues, Vol. 12 (P-Vine, 2003)
- Suitcase Full of Blues (Monk, 2010)